# Drejøgade
|  | Denne artikel omhandler Drejøgade i København. For andre gader af samme navn, se Drejøgade (flertydig) |
Drejøgade er en gade på Østerbro i København. Gaden er ca. 550 meter lang og løber mellem Landskronagade og Jagtvej. Den er en del af ø-gade kvarteret og fik sit navn i 1907. Drejø er en lille ø, der ligger i Det Sydfynske Øhav.

## Gadens historie
I dag er gaden præget af beboelse. Der er også et længere stykke med grå, lave bygninger, der bl.a. rummer supermarkedet KIWI. Den store gavl er blevet udsmykket med en stor blomst i 1992 af kunstneren Lars Ravn.
Fælledgården var et plejehjem ud mod Jagtvej, der fra 2006 og frem blev udsat for kritik i medierne på grund af gentagne sager om omsorgssvigt. I dag er bygningen under renovering og selve plejeenheden flyttet til Valby. På grunden lå der fra 1877-1896 Thora Esches Magdalenehjem (med adressen Jagtvej 203), dernæst farveri C. Schleisner og fra 1979 altså Fælledgården. Fælledgården fik i 1980 en præmie af Københavns kommune for smukt byggeri.
I begyndelsen af 1900-tallet var der et mejeri i gaden. Det lå i nr. 2, ejet af en B. Hansen.
I 1950'erne lå der hele to farverier (Schleisner og Goldscmidt & Nordholm) i nr. 3. I nr. 15 og 10 boede der massøser. Louis Hansen var købmanden i nr. 26. Dansk Karosseri-Fabrik A/S holdt til i 12 og 14. Badeopsynsmand A. Christensen boede i nr. 13. Han var sandsynligvis tilknyttet Østerbro Svømmehal. I nr. 21 fandt man en ciselør ved navn K. Sørensen.

## Nævneværdige bygninger i gaden
Nr. 45 fra 1904 har en enestående hjørnegavlkvist. Det er ikke et lille tårn som ellers er så gængs i København, men blot et knæk af taget op på den trekantede hjørnegavl. Stukken er meget fin og består af partier af Alexanderfrisen af Bertel Thorvaldsen.
Nr. 40-46 er fra 1936 og er i gule mursten med en bort af røde sten under hvert vindue. Altanerne er beskedne og beklædt med brune plader.
Nr. 37-41 er fra 1960 og tresserbyggeri af den kedeligste skuffe. Der er kompenseret for det uopfindsomme hus i porten, som har overraskende mange snirkler og krummelurer.
Nr. 31 er almennyttige boliger fra 1979 og har et noget tilknappet udtryk med gitter foran de franske altaner, mørkegrønne skodder og lave tjørnehække lige op ad husmuren.
Drejøgården er fra 1974 og er inspireret af sydlandsk arkitektur. Bygningen er hvid med store altaner med markiser, og vægten er lagt på de vandrette linjer. Parkeringspladsen er grøn med en del træer.
Nr. 27-29, en karré ud til Hjelmsgade også, er fra 1925 og nyklassisiscistisk. Som noget bemærkelsesværdigt er der flotte relieffer over dørene.
Hesseløgård, nr. 16-24 er fra 1924 og lidt mere afdæmpet. Bygningen er tegnet af Hans Dahlerup Berthelsen (1881-1939).
Nr. 12-14 er fra 1970 og har et interessant, omend også tungt hjørne ud til Tåsingegade. Der er ingen vinduer, kun et enkelt lille indhak på første sal der danner en form for altan.